# Яблочино
Яблочино (біл. вёска Яблачына) — село в складі Борисовського району Мінської області, Білорусь. Село підпорядковане Веселівській сільській раді, розташоване в північно-східній частині області.